# Обнора
Обно́ра — река в европейской части России, протекает по Вологодской и Ярославской областям, правый приток Костромы. Длина — 132 км, площадь бассейна — 2440 км².
Крупнейшие притоки — Нурма, Великуша, Куза, Шарна, Руша (левые); Уча (правый).

## Описание
Обнора начинается небольшим ручейком из болот рядом с деревней Заемье Грязовецкого района Вологодской области. Почти на всём своём протяжении река течёт на юго-восток, на первых километрах сильно петляя. После впадения Нурмы и Великуши ширина реки увеличивается до 20—30 метров. Берега реки высокие, живописные, поросшие лесом. Течение довольно быстрое.
Неподалёку от впадения Нурмы в Обнору стоит Свято-Троицкий Павло-Обнорский монастырь, основанный в 1414 году Павлом Обнорским. В месте впадения Учи в Обнору расположен город Любим, основанный в 1538 году. Около впадения Обноры в Кострому стоит Спасо-Преображенский Геннадиев монастырь, основанный в 1529 году преподобным Геннадием Костромским и Любимоградским.

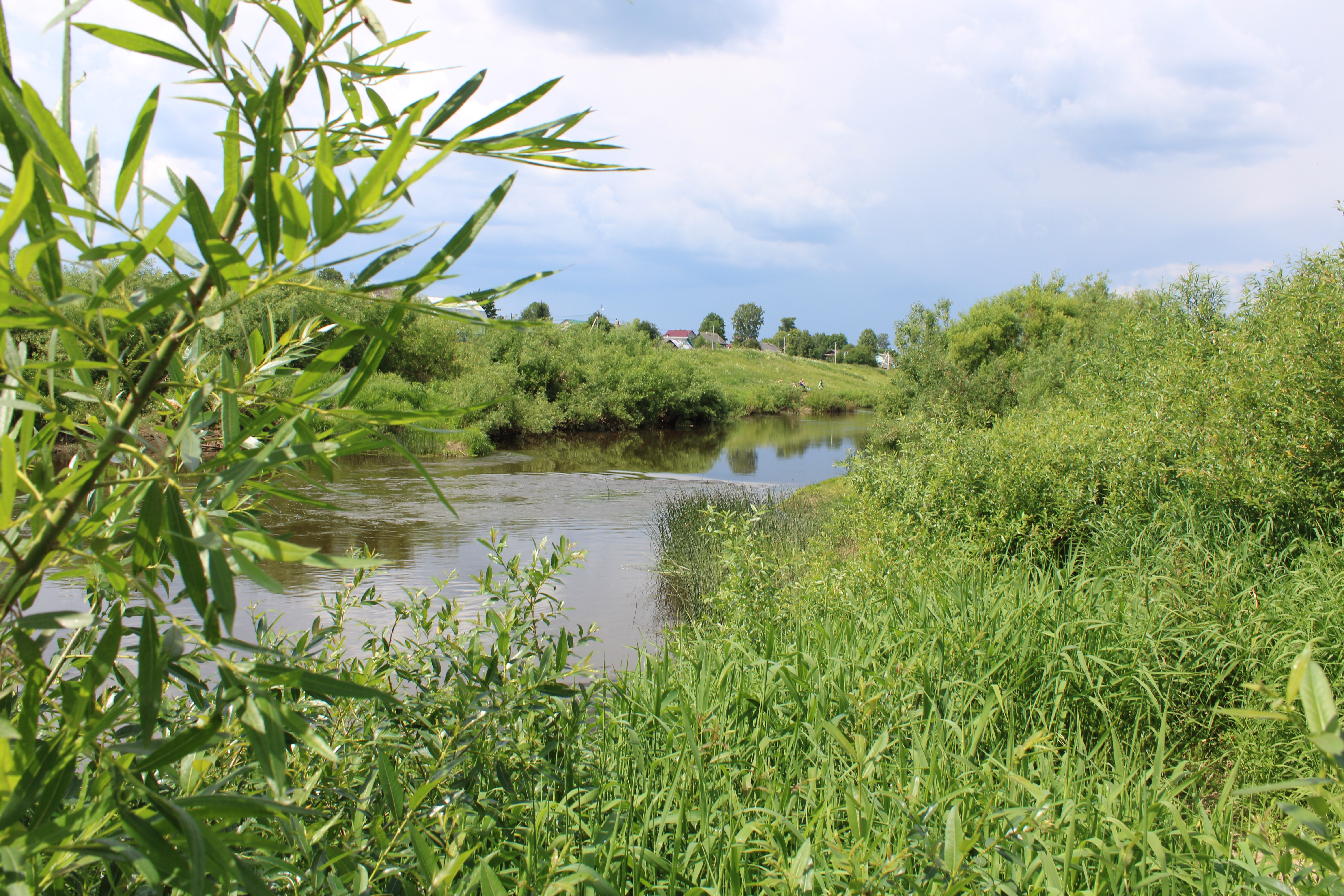
г. Любим, река Обнора правый берег

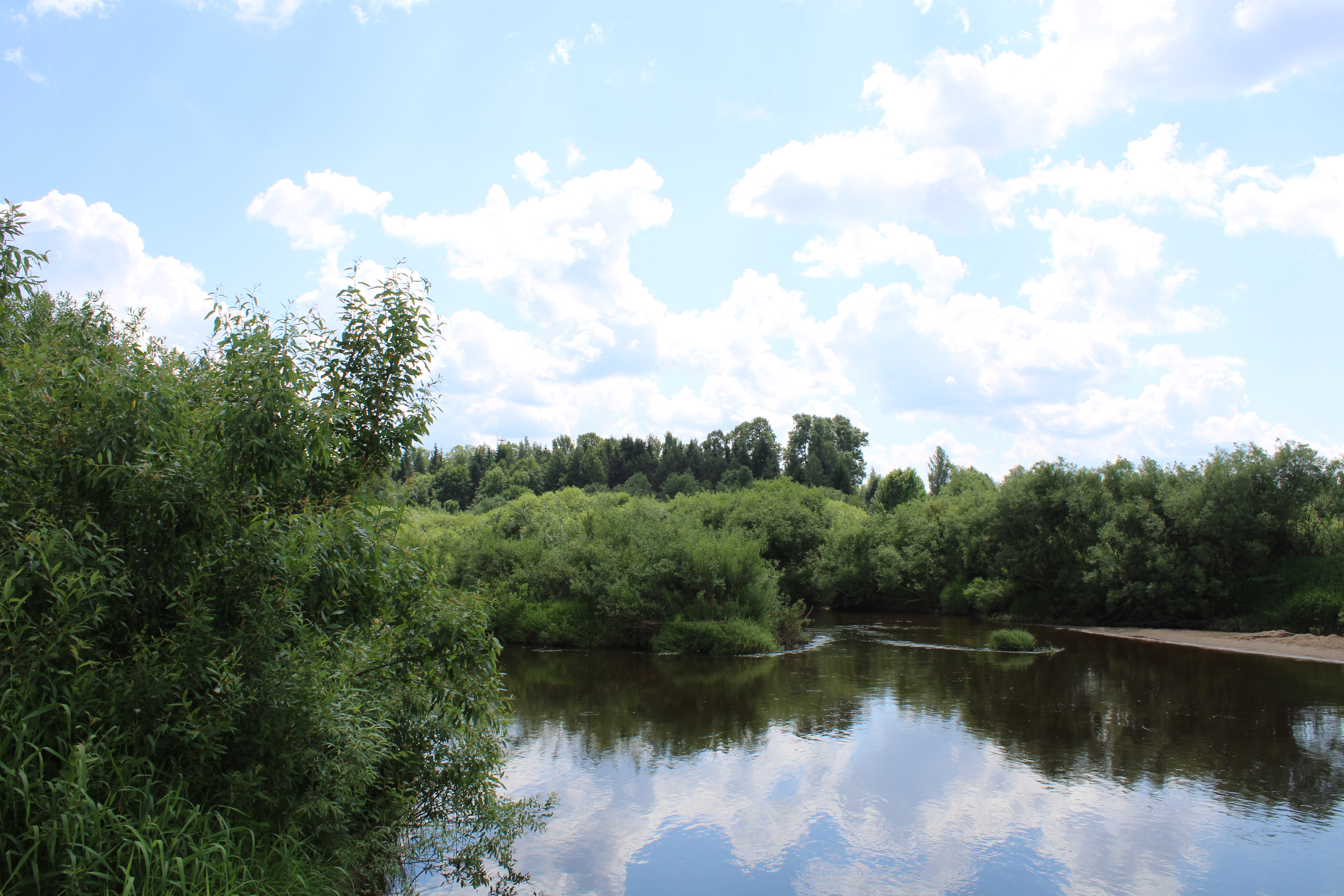
г. Любим, река Обнора правый берег

Река пользуется популярностью у туристов-водников и рыбаков.

## Притоки
(км от устья)
- 4,4 км: Чичиборка (лв)
- 5,4 км: Павловка (лв)
- 11 км: Никша (пр)
- 12 км: Руша (лв)
- 23 км: Шарна (Шерна) (лв)
- 32 км: Уча (пр)
- 48 км: Песколдыш (пр)
- 49 км: Куза (лв)
- 63 км: Местыш (пр)
- 79 км: Митинка (лв)
- 93 км: Мокса (пр)
- 110 км: Ельник (пр)
- 118 км: Великуша (лв)
- 121 км: Нурма (лв)

## Данные водного реестра
По данным государственного водного реестра России относится к Верхневолжскому бассейновому округу, водохозяйственный участок реки — Кострома от истока до водомерного поста у деревни Исады, речной подбассейн реки — Волга ниже Рыбинского водохранилища до впадения Оки. Речной бассейн реки — (Верхняя) Волга до Куйбышевского водохранилища (без бассейна Оки).
Код объекта в государственном водном реестре — 08010300112110000012748.